# تیغ‌پشت برنجی
تیغ‌پشت برنجی(نام علمی: Oryzorictes) نام یک سرده از زیرخانواده تیغ‌پشت‌های برنجی است.

## گونه‌ها
- تیغ‌پشت برنجی موش‌کوری (Oryzorictes hova)
- تیغ‌پشت برنجی چهارانگشته (Oryzorictes tetradactylus)